# Giovanni Nistri (militare)
Giovanni Nistri (Roma, 14 febbraio 1956) è un generale italiano, Comandante generale dell'Arma dei carabinieri dal 16 gennaio 2018 fino al 15 gennaio 2021.

## Biografia

Nistri allievo alla Nunziatella (1974)

Dopo aver frequentato la Scuola militare Nunziatella di Napoli come allievo del corso 1970-74, è stato ammesso all'Accademia Militare di Modena tra il 1974 ed il 1976; e successivamente alla Scuola Ufficiali Carabinieri di Roma tra il 1976 ed il 1978.
Nell'autunno del 1978 è stato destinato al 4º Battaglione Carabinieri "Veneto" di Venezia - Mestre, dove ha ricoperto gli incarichi di comandante di plotone e di compagnia. L'anno successivo è stato assegnato come istruttore degli allievi ufficiali dei Carabinieri presso l'Accademia Militare di Modena. Promosso capitano, nel 1981 ha comandato la Compagnia Carabinieri di Urbino, per poi passare nel 1984 al comando di quella di Sanremo. Nell'autunno del 1985 è stato trasferito presso il Comando Generale dell'Arma con l'incarico di Capo sezione. Promosso tenente colonnello, dal 1994 al 1997 è stato Comandante provinciale di Cosenza, per poi passare nuovamente al Comando Generale dell'Arma quale Capo Ufficio Personale Ufficiali. 
Promosso Colonnello nel 2000, un anno dopo è stato nominato Capo del V Reparto "Comunicazione e Affari Generali" del Comando Generale, dove ha prestato servizio fino all'aprile 2003. Da quella data fino all'ottobre 2006 ha ricoperto l'incarico di Comandante provinciale di Firenze.
Promosso generale di brigata, dal gennaio 2007 al 27 settembre 2010 ha comandato il Nucleo Carabinieri per la tutela del patrimonio culturale. Nei due anni successivi ha poi rivestito la carica di Comandante della Legione Carabinieri Toscana. Promosso Generale di divisione a decorrere dal 1 gennaio 2012, dal 6 settembre successivo ha assunto il comando della Scuola Ufficiali Carabinieri.
Tra il 2013 ed il 2015 ha ricoperto l'incarico di direttore del progetto "Grande Pompei" presso gli Scavi archeologici di Pompei. È stato condirettore della rivista Il Carabiniere ed iscritto all'Albo dei Giornalisti Pubblicisti della Toscana.
Promosso Generale di corpo d'armata il 1º gennaio 2016, il 15 febbraio successivo è stato nominato Presidente della Commissione di Valutazione e Avanzamento dell’Arma dei Carabinieri. Il 6 aprile successivo ha contemporaneamente assunto il ruolo di Comandante Interregionale “Ogaden”, con responsabilità delle Legioni Carabinieri Campania, Puglia, Basilicata, Abruzzo e Molise. Dal 29 gennaio al 30 giugno 2017 ha inoltre ricoperto il ruolo di Dirigente generale responsabile dei Sistemi informativi automatizzati dell’Arma dei Carabinieri in Roma.
Il 29 dicembre 2017 è stato nominato Comandante Generale dell'Arma dei Carabinieri, incarico che assume il 16 gennaio 2018. Con l'incarico in scadenza nel gennaio 2021, il Consiglio dei ministri nomina come suo successore l'attuale Comandante Generale dell’Arma Teo Luzi.

### Studi
Ha conseguito la laurea in Giurisprudenza presso l'Università degli Studi di Trieste nel 1981; in Scienze Politiche presso l'Università degli Studi di Siena nel 1988; nonché in Scienze della Sicurezza ed in Scienze della Sicurezza Interna ed Esterna presso l'Università degli Studi di Roma "Tor Vergata", nel 2003. Ha inoltre conseguito il Master di II livello in "Management pubblico e comunicazione di pubblica utilità" presso la LUMSA di Roma nel 2002; nonché il Master di II livello in "Scienze Strategiche" presso l'Università degli Studi di Torino, nel 2004. Ha conseguito l'idoneità all'esercizio della professione di Avvocato presso la Corte di Appello di Catanzaro, nel 2000. Ha svolto incarichi di docenza in "Sicurezza del patrimonio culturale" presso la LUMSA di Roma.